# El mensaje (película de 2025)
El mensaje es una película de drama de carretera argentina escrita y dirigida por Iván Fund. La película trata de unos tutores oportunistas que viven en una zona rural de Argentina y explotan la capacidad única de unniño ofreciéndole consultas de médium animal con fines lucrativos.
La película de coproducción argentino-española fue seleccionada en la sección oficial en el Festival Internacional de Cine de Berlín de 2025, donde compitió por el Oso de Oro y tuvo su primera proyección en febrero de 2025 en el Berlinale Palast.

## Sinopsis
En medio de una crisis económica, una niña de 9 años que puede comunicarse con los animales y sus tutores, con ánimo de lucro, trabajan como médiums de mascotas, viajando por el campo argentino en una autocaravana para visitar a la madre de la niña en una institución mental. Esta sentida road movie explora los problemas de comunicación de la familia, la tensión entre inocencia y oportunismo, y la difusa línea que separa la verdad del engaño en su negocio sobrenatural. Independientemente de su autenticidad, su servicio garantiza que nadie se sienta solo, poniendo de relieve el valor de la conexión.

## Reparto
- Mara Bestelli como Myriam
- Marcelo Subiotto como Roger
- Anika Bootz como Anika
- Betania Cappato

## Producción
En agosto de 2024, el Festival de Cine de San Sebastián seleccionó la película como su proyecto Work in process Latam.

## Premios y nominaciones
| Evento                                   | Fecha de la ceremonia | Categoría      | Nominado   | Resultado    | Ref.  |
| Festival Internacional de Cine de Berlín | 23 de febrero de 2025 | Mejor película | El mensaje | Oso de Plata | [ 4 ] |
| ---------------------------------------- | --------------------- | -------------- | ---------- | ------------ | ----- |